# 尼日利亚共产党
尼日利亚共产党（英語：Communist Party of Nigeria，缩写为CPN）是尼日利亚历史上的一个共产主义政党。
1960年11月，尼日利亚共产党成立于卡诺，创始成员主要是尼日利亚青年大会的干部。建党初期，该党在政治上主要受大不列颠共产党影响。但是，该党以中国共产党1945年党章为蓝本起草了一份党章。
尼日利亚共产党的国际交往相对较少，与苏联共产党和中国共产党都未建立起紧密联系。1963年，尼日利亚共产党称新成立的尼日利亚社会主义工农党是“长期以来严重破坏尼日利亚社会主义运动的机会主义和自私行为的最新成果”。
1966年，根据约翰逊·阿吉伊-伊龙西军政府的34号法令，尼日利亚共产党被取缔。